# Heinrich von Hagen (Domherr)
Heinrich von Hagen (* im 14. Jahrhundert; † im 14. Jahrhundert) war Domherr in Münster.

## Leben
Heinrich von Hagen entstammte dem westfälischen Adelsgeschlecht Hagen. Seine
genaue Herkunft ist nicht überliefert. Das Kapitelstatut vom 21. September 1313 wurde von ihm nachträglich gesiegelt und damit anerkannt. So war er ab 1365 Domherr zu Münster. Anfang des Jahres 1373 begann er ein Studium. Von Hagen war im Besitz der Propstei in Soest und eignete sich 1375 auch die Wiesenkirche in Soest an. Als Gegenleistung musste er auf den Altar St. Stephan in Essen verzichten, wo er als Vikar tätig war. Er besaß auch ein Kanonikat an St. Viktor (Xanten).